# Шаховский, Семён Михайлович
Семён Михайлович Шаховский (укр. Семен Михайлович Шаховський), настоящее имя Шне́ер Ме́ерович Гельфго́т (укр. Шнеєр Меєрович Гельфгот) (20 мая 1909 — 16 июня 1984) — советский литературовед, доктор филологических наук, профессор, член СП СССР.

## Биография
Родился в еврейской семье механика паровой мельницы, отец умер в 1915, после чего семья переехала в Лохвицу. Получив образование в Лохвицком коммерческом училище (реорганизованном в 1919 в трудовую школу), с 1923 до 1925 учится в Харьковской строительной профшколе, работает учеником механика, затем механиком на швейной фабрике имени Е. Д. Тинякова. Затем экстерном учится в Харьковском педагогическом институте, который окончил в 1932, и в этом же году поступает на учёбу в аспирантуру Харьковского государственного университета. Совмещая с учёбой, с 1931 до 1933 работает корреспондентом «Комсомольской правды». После чего находился на преподавательской и научной работе в Институте литературы им. Т. Г. Шевченко, доцентом в Харьковском и Львовском университетах, Украинском полиграфическом институте, в последнем стал одним из основателей кафедры издательского дела и редактирования. В 1939 его принимают в Союз писателей СССР, в том же году защищает кандидатскую диссертацию. В годы Великой Отечественной войны он заведовал кафедрой украинской литературы в Объединённом украинском государственном университете в Кзыл-Орде, в 1944 возвращается в Киев. В 1961 защищает докторскую диссертацию во Львове.
Выступал в печати на страницах литературно-художественного и общественно-политического журнала ЦК ЛКСМУ «Молодняк». Входил в состав редакционной коллегии журнала «Слово и время». В постановлении ЦК КП(б) «О извращениях и ошибках в освещении истории украинской литературы в "Очерках об украинской истории»» от 24 августа 1946 указывалось, что в «Очерке истории украинской литературы», изданном Институтом языка и литературы Академии наук УССР его авторы М. М. Ткаченко, С. И. Маслов, Е. П. Кирилюк, И. И. Пильгук и С. М. Шаховский «извратили марксистско-ленинское понимание истории украинской литературы и подали её в буржуазно-национальном духе. История украинской литературы освещается в «Очерке» вне связи с борьбой классов, как процесс изолированный от этой борьбы. Авторы «Очерка» игнорируют классовую борьбу, как основной закон развития классового общества, и вместо этого отдают решающую роль в развитии творчества писателей национальному моменту.»
Похоронен на Лесном кладбище в Киеве. Архив учёного находится в Центральном государственном архиве-музее литературы и искусства Украины.